# Dalnierieczensk
Dalnierieczensk (ros. Дальнереченск) – miasto we wschodniej Rosji, w Kraju Nadmorskim, położone nad rzeką Bolszaja Ussurka, ok. 5 km na wschód od granicy chińsko-rosyjskiej. W 2010 roku miasto liczyło 28 134 mieszkańców.